# Gira oblica
Gira oblica (lat.Spicara smaris) riba je iz porodice sparida ili Sparidae. Kod nas ima mnogo drugih imena, a neka su čikavica, menula, manula, gera, gira, gira oštrulja, oštrulja, obljak, mrljanka,...Ima proporcionalno tijelo, oblika izduljene kapljice, srebrenkaste je boje, a na oba boka ima izraženu tamnu mrlju kvadratastog oblika. U vrijeme parenja mužjaci po sebi imaju plavozelene fluorescentne šare. Naraste do 20 cm, a jedna od osobitosti je da mijenja spol. Naime, sve manje jedinke su ženke, a kada odrastu na određenu veličinu, mijenjaju spol i postaju mužjaci. Hrane se planktonima, ali i sitnim račićima i organizmima koje može uhvatiti. Možemo je naći na dubinama do 330 m, a zimi dolazi u pliće vode, gdje se lovi radi prehrane. Vrlo je ukusna i kod nas postoji više načina pripreme ove ribe.

## Rasprostranjenost
Gira oblica je stanovnik istočnog dijela Atlantika, od Portugala do Maroka, te oko otoka Madeire i Kanara. Živi i po cijelom Mediteranu kao i u Crnom i Azovskom moru.

## Stara klasifikacija
Do 2014. vodila se pod vlastitom porodicom Centracanthidae.

## Vanjske poveznice
|  | Zajednički poslužitelj ima još gradiva o temi Gira oblica |
|  | Wikivrste imaju podatke o taksonu Gira oblica             |